# Edwin van der Sar
Edwin van der Sar anhörenⓘ (* 29. Oktober 1970 in Voorhout, heute zu Teylingen) ist ein ehemaliger niederländischer Fußballtorhüter. Er begann seine Profikarriere Anfang der 1990er Jahre bei Ajax Amsterdam und gewann dort vier niederländische Meisterschaften (1994, 1995, 1996 und 1998), dreimal den KNVB-Pokal (1993, 1998 und 1999) sowie 1992 den UEFA-Pokal und 1995 die Champions League. Im Jahr 1999 wechselte er ins Ausland und nach einer zweijährigen Zwischenepisode in Italien bei Juventus Turin fand er ab 2001 in der englischen Premier League seine neue sportliche Heimat. Dabei feierte er vor allem ab 2005 bis zu seinem Karriereende 2011 mit Manchester United große Erfolge. Dazu zählten erneut vier nationale Titel (2007, 2008, 2009 und 2011), darüber hinaus zwei Ligapokalausgaben (2006 und 2010) sowie 2008 als größte Errungenschaft erneut die Champions League.
Van der Sar nahm mit der niederländischen Nationalmannschaft an drei Weltmeisterschaften (1994, 1998 und 2006) und vier Europameisterschaften (1996, 2000, 2004 und 2008) teil und war bis zum 9. Juni 2017 mit 130 Einsätzen Rekordnationalspieler von „Oranje“. Er galt als einer der besten Fußballtorhüter seiner Zeit und aufgrund seiner technisch-fußballerischen Fertigkeiten als Prototyp eines modernen und „mitspielenden“ Torhüters.

## Vereinskarriere
Seine Karriere begann van der Sar bei Foreholte, einem Verein in Voorhout. Von dort wechselte er zu VV Noordwijk und erst im Alter von 18 Jahren geriet er in den Fokus von Ajax Amsterdam. Van der Sars Onkel Kees Guyt hatte zuvor in Volendam mit Frans Hoek in einer Mannschaft gespielt und da Hoek mittlerweile Torwarttrainer in Amsterdam war, empfahl Guyt seinen Neffen. Hoek überredete den damaligen Jugendkoordinator Louis van Gaal, der gleichzeitig mit van der Sars Trainer befreundet war, zu einer Reise nach Noordwijk. Zu sehen war ein groß gewachsener schmaler Junge, der wenig dem Typus eines kräftigen Torhüters wie Hans van Breukelen ähnelte, der zu diesem Zeitpunkt hoch im Kurs stand. Sein originäres Torwartspiel war unscheinbar, aber ihn zeichnete die Besonderheit aus, dass er über außergewöhnliche fußballerische Qualitäten verfügte.

### Ajax Amsterdam
In seinem ersten Jahr kam van der Sar unter dem damaligen Cheftrainer Leo Beenhakker auf neun Ligaeinsätze in der Saison 1990/91, wobei er seinen ersten Einsatz am 23. April 1991 gegen Sparta Rotterdam absolvierte. Im Jahr darauf saß er auf der Ersatzbank, während sein Team im Finale mit Stanley Menzo zwischen den Pfosten gegen Torino Calcio den UEFA-Pokal gewann. Als sich Menzo zu Beginn der Spielzeit 1992/93 einige Fehler erlaubte, beförderte van Gaal van der Sar zum neuen Stammtorhüter. Ein großer Vorteil war für ihn dabei die Einführung der Rückpassregel, bei der der Weltfußballverband FIFA ab 1992 vorschrieb, dass Torhüter den Ball bei einem kontrollierten Rückspiel mit dem Fuß nicht mehr in die Hand nehmen durften. Dadurch änderte sich schlagartig das Anforderungsprofil eines Torwarts, da er nun häufiger Konfliktsituationen mit fußballerischer Technik zu lösen gezwungen war. Van der Sars Fähigkeit als „mitspielender Torwart“ nutzte er auch so, dass er sich häufig weit aus seinem Gehäuse herauszuwagen begann, um die eigene Hälfte mitzuverteidigen und vor allem gegnerische Steilpässe abzufangen bzw. sie derart zu verhindern, dass der Gegner auf die Außenpositionen gezwungen wurde.
Van der Sars Torwartspiel war innovativ und mitentscheidend für eine außergewöhnliche Erfolgsserie von Ajax Amsterdam in den 1990er-Jahren. Er gewann mit dem Klub die niederländische Meisterschaft in den Jahren 1994, 1995, 1996 und 1998, den KNVB-Pokal in den Jahren 1993, 1998 und 1999, sowie 1995 die Champions League, den Weltpokal und den Europäischen Supercup. 1996 erreichte er mit seinem Team wieder das Finale der Champions League, das man im Elfmeterschießen mit 2:4 gegen Juventus Turin verlor. Während der Spielzeit 1997/98 erzielte van der Sar seinen einzigen Treffer im Profifußball: Im Spiel in Doetinchem bei De Graafschap steuerte er per Elfmeter ein Tor zum 8:1-Sieg bei. Es war das dritte Elfmetertor von Ajax zum 8:0-Zwischenstand; zuvor hatten bereits Jari Litmanen und Ronald de Boer ihre Strafstöße verwandelt.
Ende Mai 1999 machte er nach insgesamt 226 Ligaeinsätzen für Ajax Amsterdam das vorzeitige Ende seines eigentlich bis Sommer 2001 laufenden Vertrags bekannt. Ziel war der italienische Spitzenklub Juventus Turin, bei dem er unter anderem seinen alten Mannschaftskameraden Edgar Davids wiedertraf. Bei „Juve“ sollte er die Nachfolge von Angelo Peruzzi antreten, der wie Trainer Marcello Lippi zu Inter Mailand wechseln sollte. Als weitere Interessenten an van der Sar waren zuvor Manchester United (als neuer Nummer 1 nach dem Weggang von Peter Schmeichel) sowie Lazio Rom und der FC Liverpool gehandelt worden.

### Juventus Turin
Als erster ausländischer Stammtorhüter von Juventus Turin verbrachte van der Sar eine gute erste Saison 1999/2000 in der neuen Umgebung. Bereits zu Beginn gewann er mit Juve den UI Cup und auch in der Serie A lief es gut, als beinahe ein Rekord von ungeschlagenen Partien in Serie gebrochen worden wäre. Insgesamt kassierte er am Ende lediglich 19 Gegentore in 32 Ligaspielen, musste aber schließlich miterleben, wie Lazio Rom im Meisterschaftsduell noch vorbeizog.
Das zweite Jahr verlief dann unglücklich. Bereits zu Beginn der Saison 2000/01 unterliefen ihm einige Fehler, wozu besonders ein Gegentreffer nach einem eher harmlosen Weitschuss von Marcelo Salas im erneuten Duell mit Lazio Rom gehörte. Des Weiteren kassierte er in der Champions League einen unglücklichen Treffer gegen Paulo Sousa von Panathinaikos Athen und „Juve“ schied als Tabellenletzter mit zwölf Gegentoren bereits in der Gruppenphase aus. Auch in der Meisterschaft hatte man wieder das Nachsehen gegen einen Verein aus Rom, wobei nun Lazios Stadtrivale AS Rom den Titel gewann. Dabei hatte van der Sar im wichtigen Duell gegen Rom erneut Pech, als ein 2:0-Vorsprung noch mit einem 2:2 endete. Dabei konnte er einen Schuss des eingewechselten Hidetoshi Nakata nur abklatschen und ermöglichte so dem bereitstehenden Vincenzo Montella den „Abstauber“ zum Ausgleich.
Juventus verstärkte sich im Sommer 2001 hochkarätig mit dem italienischen Nationaltorhüter Gianluigi Buffon und so war klar, dass van der Sars Tage in Turin gezählt waren.

### FC Fulham
Zwei Wochen vor Beginn der Spielzeit 2001/02 wechselte van der Sar für die vereinsinterne Rekordablösesumme von sieben Millionen Pfund zum FC Fulham nach London. Die „Cottagers“, die gerade erst in die Premier League aufgestiegen waren, hatten sich seit dem Einstieg des Mäzens Mohamed Al-Fayed erheblich verstärkt und unter dem französischen Trainer Jean Tigana ging es mit hohen Erwartungen in die neue Saison. Wenig überraschend war van der Sar von Beginn an Stammtorhüter in Fulham und nach anfänglichen Schwierigkeiten bei gegnerischen Eckbällen, als er sich an die teilweise ruppigere Spielweise in England gewöhnen musste, stand er mit Ausnahme des letzten Spieltags und des Ligapokals in allen Partien zwischen den Pfosten. Dabei wurden gleichsam seine präzisen Abschläge geschätzt, mit denen er häufig Gegenangriffe einleitete, als auch seine Stärken im „Eins-gegen-eins“. Dazu hielt er im heimischen Duell mit Newcastle United gegen den ansonsten sicheren Schützen und englischen Nationalstürmer Alan Shearer einen Elfmeter. Im Sommer 2002 gewann er mit Fulham seinen zweiten UI Cup, was dem Verein wiederum die Teilnahme am UEFA-Pokal ermöglichte – dort scheiterte das Team in der dritten Runde an Hertha BSC. Im Dezember 2002 verletzte er sich in Newcastle dann derart schwer am Fuß, dass er vier Monate pausieren musste.
In der Saison 2003/04 war er nach seiner Genesung wieder der gewohnte Rückhalt seiner Mannschaft, verpasste nur ein Premier-League-Spiel und zeigte besonders beim späteren ungeschlagenen Meister FC Arsenal (0:0) Expertenmeinungen zufolge eine Weltklasseleistung. Auf weiter konstant hohem Niveau absolvierte er sein viertes und letztes Jahr in Fulham, hielt gegen West Bromwich Albion und die Blackburn Rovers weitere Strafstöße und musste sich nur gelegentlich von der „Nummer 2“ Mark Crossley vertreten lassen.

### Manchester United

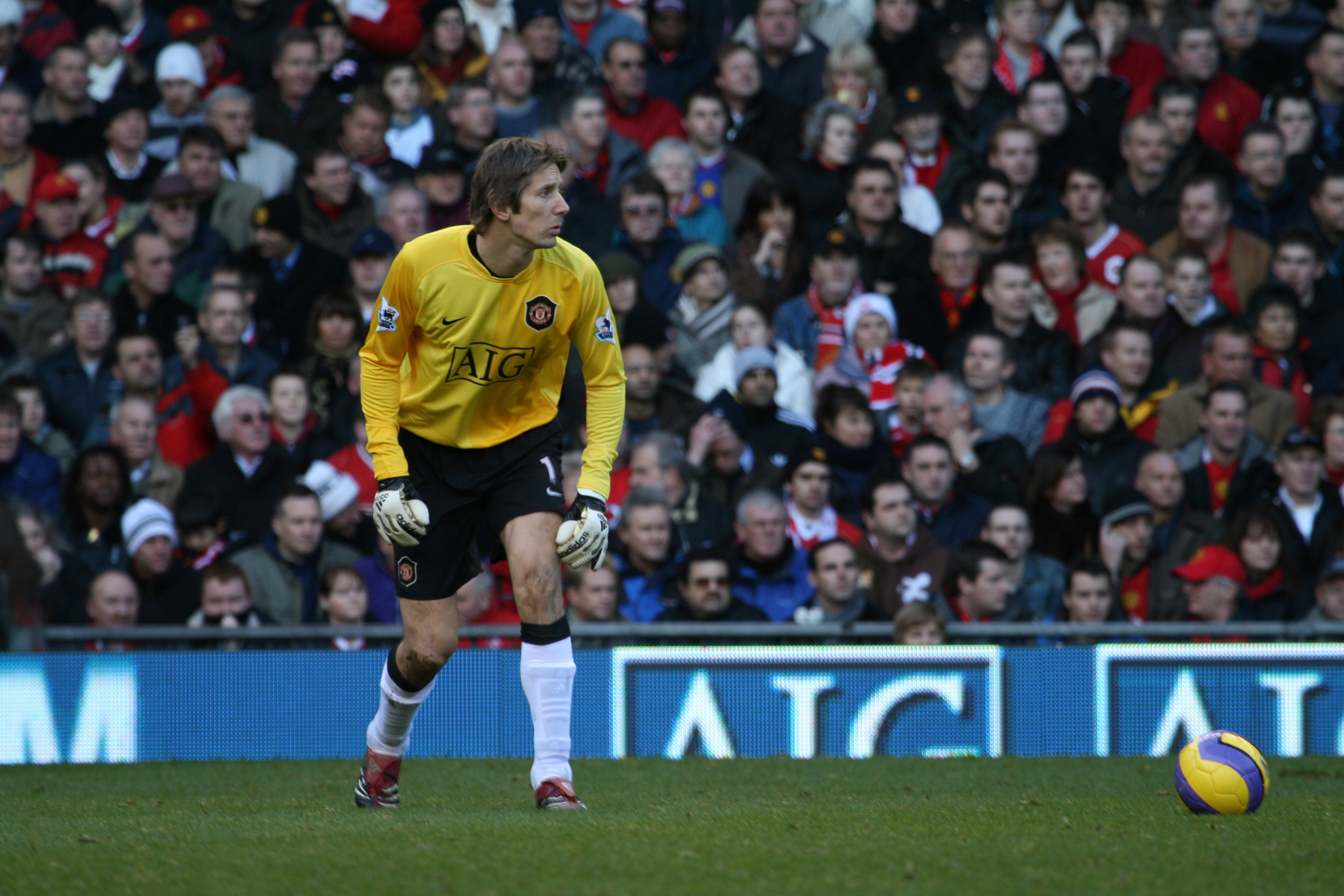
Edwin van der Sar für Manchester United

2005 wechselte van der Sar zu Manchester United, wobei die stillschweigend vereinbarte Ablösesumme bei etwa zwei Millionen Pfund gelegen haben soll. Sofort übernahm der mittlerweile fast 35-jährige „Routinier“ bei seinem neuen Klub die Rolle der neuen „Nummer Eins“ und war mit dafür verantwortlich, dass sich das Defensivverhalten von „United“ neu ausrichtete. Die „Red Devils“ waren zuvor schon zwei Jahre ohne englischen Meistertitel geblieben und sowohl Trainer Alex Ferguson als auch Abwehrspielkollegen wie Mikaël Silvestre schätzten die von van der Sar ausgestrahlte Ruhe und Führungsstärke. Zwar wurde auch im dritten Jahr die Premier League nicht gewonnen, aber mit dem Ligapokal errang van der Sar seinen ersten Titel – die ersten Runden vor dem Halbfinale gegen die Blackburn Rovers hatte Tim Howard absolviert. Auf dem Weg zur englischen Meisterschaft 2007 steuerte er jeweils 15 Partien ohne Gegentreffer bei. Seine bei Ajax erlernte Qualität, die letzte Abwehrreihe zu bilden, kam weiterhin zum Tragen und sein gehaltener Elfmeter gegen Manchester City im Mai 2007 war eine Art Vorentscheidung im Kampf um den Ligatitel. Auch das vereinsinterne Torhüterduell gegen den jüngeren Tomasz Kuszczak hatte er damit gewonnen und der Vertrag wurde um ein weiteres Jahr bis 2008 verlängert. Spektakulär leitete er die neue Saison 2007/08 mit drei gehaltenen Elfmetern im englischen Supercup gegen den FC Chelsea ein. Rund neun Monate später war er im Finale der Champions League gegen denselben Gegner wieder die entscheidende Figur in einem Elfmeterschießen und hielt am Ende gegen Nicolas Anelka. Dazu kam sein zweiter Premier-League-Titel und obwohl er immer wieder mit Leistenproblemen zu kämpfen hatte, war er besonders zu Beginn, als er in den ersten acht Ligapartien nur zwei Gegentreffer hinnehmen musste, wichtiger Rückhalt auf dem Weg zur Meisterschaft. Seine in der Spätphase Regel gewordene Gewohnheit, den Vertrag um nur noch jeweils ein Jahr zu verlängern, kam dann im Dezember 2007 wieder zur Anwendung. Durch den erneuten Gewinn der Champions League – nach dem Sieg von 1995 mit Ajax Amsterdam – wurde van der Sar zudem zu dem Spieler mit dem größten zeitlichen Abstand zwischen zwei Titelgewinnen in der „Königsklasse“.
Während der Saison 2008/09 blieb van der Sar in der Premier League 1.311 Minuten ohne Gegentor. Damit überbot er nacheinander die bisherigen Bestmarken von Chelseas Petr Čech (als vorheriger Rekordhalter der Premier League mit 1.032 Minuten in der Saison 2004/05), Steve Death vom FC Reading (im englischen Profifußball insgesamt mit 1.103 Minuten im Jahr 1979) und Bobby Clark vom FC Aberdeen (bezogen auf den kompletten britischen Profifußball mit 1.155 Minuten im Jahr 1971), bevor ihn Peter Løvenkrands von Newcastle United am 28. Spieltag überwand. Damit verpasste der Torhüter den Europarekord von Dany Verlinden um 79 Minuten. Er vervollständigte dazu mit dem nächsten Meistertitel seinen Premier-League-Hattrick. Aufgrund einer aus dem Audi Cup im Sommer 2009 zugezogenen Fingerverletzung musste van der Sar bis Oktober pausieren und verpasste dadurch die ersten zwölf Begegnungen. Kurz nach seinem Comeback kam eine Knieverletzung dazu und erst im Januar 2010 kehrte er gegen den FC Burnley (3:0) zurück. In der Champions League absolvierte er das Viertelfinale gegen den FC Bayern München, konnte aber das knappe Ausscheiden auch nicht verhindern. Im Februar 2010 verlängerte er in Manchester ein letztes Mal seinen Kontrakt um ein weiteres Jahr. Er beendete seine Karriere am Ende der Saison 2010/11 bei Manchester United. Am 28. Mai 2011 unterlag er in seinem letzten Profispiel im Champions-League-Finale gegen den FC Barcelona mit 1:3. Das Finale war sein 100. Spiel im Europapokal. Der damals 40 Jahre und 7 Monate alte van der Sar war damit der bis dahin älteste Spieler, der in einem Champions-League-Finale stand.
Van der Sar beendete am 28. Mai 2011 offiziell seine Karriere.

### VV Noordwijk
Am 12. März 2016 bestritt der 45-jährige van der Sar für den Amateurklub mit Erlaubnis des KNVB ein Spiel als Ersatz für den verletzten Stammtorhüter Mustafa Amezrine. Die VV Noordwijk und die Jodan Boys trennten sich 1:1, van der Sar hielt im Spielverlauf einen Elfmeter.

## Nationalmannschaft

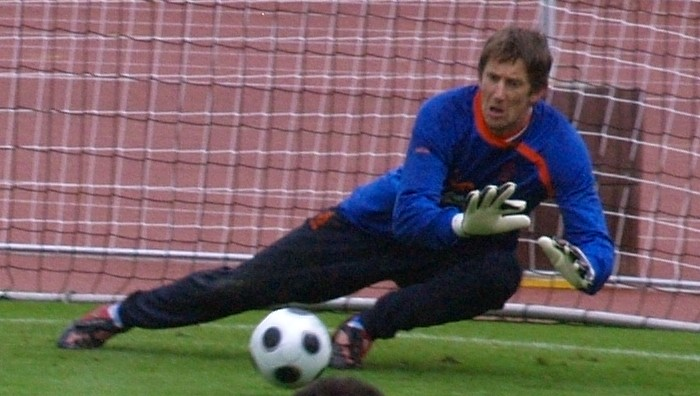
Edwin van der Sar im Tor (2008)

Bereits vor seinem ersten A-Länderspiel war van der Sar im Kader der niederländischen Nationalmannschaft, die 1994 zur Weltmeisterschaft in den USA anreiste. Dort kam er als Ersatzmann hinter Ed de Goey nicht zum Einsatz, jedoch rund ein Jahr später feierte er am 7. Juni 1995 in Minsk gegen Belarus im Rahmen der Qualifikation zur Euro 1996 in England sein Debüt. Die Partie ging zwar mit 0:1 verloren, aber fortan war er Stammtorhüter von „Oranje“. Er stand zwischen den Pfosten, als die Niederlande in einem Entscheidungsspiel Irland mit 2:0 in Liverpool besiegte, bei der Endrunde selbst ins Viertelfinale einzog und dort im verlorenen Elfmeterschießen gegen Frankreich gegen alle fünf Schützen machtlos war. Bei den folgenden beiden großen Turnieren, der WM 1998 in Frankreich und der Euro 2000 in den Niederlanden und Belgien erreichte er jeweils das Halbfinale. Dabei zog er zwei weitere Male gegen Brasilien und Italien im jeweiligen Elfmeterschießen den Kürzeren und parierte lediglich einmal gegen Paolo Maldini.
Für das folgende WM-Turnier in Japan und Südkorea 2002 qualifizierten sich die Niederlande nicht, aber zwei Jahre später erreichte van der Sar bei der Euro 2004 in Portugal erneut das Semifinale. Dort unterlag er mit seinen Mannen dem Gastgeber nach regulären 90 Minuten mit 1:2, nachdem er zuvor im Viertelfinale gegen Schweden im Elfmeterschießen den Schuss von Olof Mellberg entscheidend gehalten hatte. Zwei Jahre später verlor van der Sar mit den Niederlanden bei der WM 2006 in Deutschland erneut gegen Portugal (0:1). Zuvor hatte er eine Serie von zehn gegentorlosen Pflichtspielen, die erst beim 2:1-Sieg gegen die Elfenbeinküste endete. Beim Ausscheiden gegen Portugal hatte er dazu mit dem 113. Länderspiel Frank de Boer als ehemaligen niederländischen Rekordnationalspieler abgelöst.
Bei seinem letzten großen Endrundenturnier – der Euro 2008 in der Schweiz und Österreich – war van der Sar Kapitän einer Mannschaft, der in der Vorrunde überraschend deutliche Siege gegen Italien (3:0) und Frankreich (4:1) gelangen, die dann aber im Viertelfinale wiederum überraschend mit 1:3 gegen Russland in der Verlängerung ausschied. Er beendete daraufhin nach 128 Länderspieleinsätzen seine Karriere bei Oranje. Jedoch wurde er aufgrund der verletzungsbedingten Ausfälle von Maarten Stekelenburg und Henk Timmer für die WM-Qualifikationsspiele gegen Island (2:0) und Norwegen (1:0) im Oktober 2008 reaktiviert. Weitere Länderspieleinsätze gab es danach aber nicht mehr.

## Titel/Auszeichnungen
International
- Champions League-Sieger (2): 1995 (Ajax Amsterdam), 2008 (Manchester United)
- UEFA-Cup-Sieger: 1992 (Ajax Amsterdam)
- Klub-Weltmeister: 2008 (Manchester United)
- Weltpokalsieger: 1995 (Ajax Amsterdam)
- UEFA-Super-Cup-Sieger: 1995 (Ajax Amsterdam)

Niederlande
(alle Ajax Amsterdam)
- Meister (4): 1994, 1995, 1996, 1998
- Pokalsieger (3): 1993, 1998, 1999
- Supercupsieger (3): 1993, 1994, 1995

England
(alle Manchester United)
- Meister (4): 2007, 2008, 2009, 2011
- Ligapokalsieger (2): 2006, 2010
- Supercupsieger (3): 2007, 2008, 2010

Auszeichnungen
- Bester Torhüter Europas (UEFA): 1995
- Torhüter des Jahres der Niederlande: 1994, 1995, 1996, 1997
- Gouden Schoen (De Telegraaf, Voetbal International): 1998
- Berufung in das UEFA-All-Star-Team der Fußball-Europameisterschaft: 2008
- Europäischer Vereinstorhüter des Jahres: 2009
- PFA Team of the Year: 2007, 2009, 2011
- Eredivisie Lifetime Achievement Award: 2024[21]

## Nach der aktiven Laufbahn
Van der Sar wurde zum 26. November 2012 als Marketingdirektor im Vorstand von Ajax Amsterdam engagiert. Als solcher blieb er über einen Zeitraum von vier Jahren bis November 2016 im Amt; von September 2015 bis Oktober 2016 war er zudem der sportliche Vorstand von Ajax. Seit 11. November 2016 trat van der Sar als Geschäftsführer von Ajax Amsterdam in Erscheinung. Nachdem er zum 30. Mai 2023 seinen Rücktritt verkündete, wurde er gebeten, die Amtsgeschäfte noch bis zum 1. August fortzuführen.
Am 9. März 2016 wurde bekanntgegeben, dass der mittlerweile 45-jährige van der Sar für mindestens ein Spiel von seinem ehemaligen Ausbildungsverein VV Noordwijk, einem niederländischen Viertligisten, engagiert wurde.
Am 7. Juli 2023 erlitt van der Sar auf der kroatischen Insel Hvar eine lebensbedrohliche Hirnblutung. Er wurde per Hubschrauber in eine Klinik nach Split geflogen, wo er auf der Intensivstation behandelt wurde. Mitte Juli wurde er in die Niederlande überführt und dort zwei Wochen lang auf einer Intensivstation behandelt.
Bereits 2012 gründete das Ehepaar, nachdem vd Saars Frau Annemarie bereits 2009 ebenfalls eine Hirnblutung erlitt, die Edwin van der Sar-Stiftung, eine Stiftung zur Unterstützung von Hirntraumapatienten. 2021 vereinte sie sich mit der seit 1989 bestehenden Hersenstichting.